# Aimo Kanerva
Aimo Ilmari Kanerva, född 19 januari 1909 i Lahtis, död 16 december 1991 i Helsingfors, var en finländsk målare.
Kanerva studerade vid Centralskolan för konstflit 1931–1934 och Finska Konstföreningens ritskola 1934–1935 och 1937. Han målade till en början landskap, porträtt och stilleben i en extremt expressionistisk stil, som senare fick vika för en mera nyanserad linje. Hans målningar domineras av tavlor med finländska landskapsmotiv, särskilt från landets norra delar, utförda i en mjuk färgskala som återspeglar naturens färger och rytm. Som akvarellist utförde han bland annat talrika blomstermotiv och som porträttmålare avbildade han framstående finländska kulturpersonligheter såsom Frans Eemil Sillanpää och Väinö Linna.
Kanerva tillhörde den på 1930-talet grundade Oktobergruppen och var senare aktivt engagerad i konstnärernas egna sammanslutningar. Han var hedersmedlem av Kiila, Finska Konstföreningen, Konstnärsgillet i Finland och Målarförbundet. Han erhöll Pro Finlandia-medaljen 1958 och förlänades professors namn 1969. Han är begravd på Sandudds begravningsplats i Helsingfors.